# Inger til Austrått

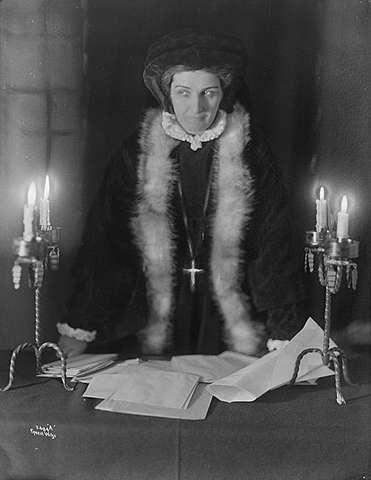
Agnes Mowinckel som Fru Inger i en uppsättning från 1921 av Henrik Ibsens teaterstycke Fru Inger til Østeraad.

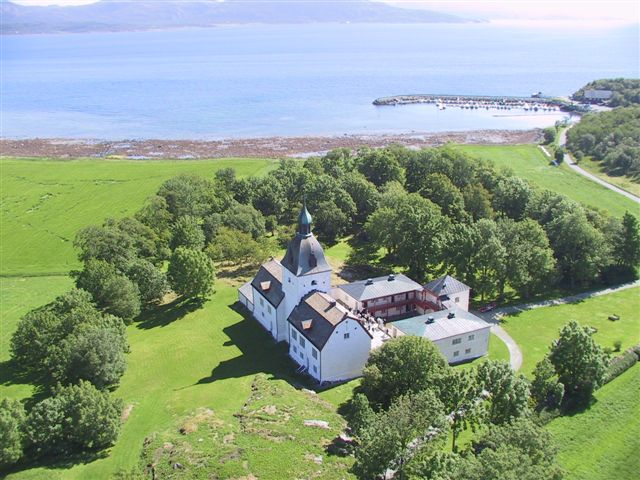
Austrått-borgen

Inger Ottesdotter Rømer, känd som Fru Inger til Austrått, född ca 1475, död 1555, var en norsk godsägare och medlem av den norska adeln. Hon var förebilden för dramat Fru Inger till Östråt av Henrik Ibsen. Hon var sin tids mäktigaste jordägare i Norge och känd för sin politiska aktivitet.

## Biografi
Inger var dotter till Otte Madsen (Rømer) och Ingeborg Lydersdatter och gifte sig 1494 med adelsmannen Nils Henriksson (Gyldenløve), vars familj, liksom hennes egen, hade arvsrätt till Austråttborgen vid Trondheim. Äktenskapet arrangerades av hennes föräldrar för att förena arvsanspråken och få slut på en lång arvstvist mellan de olika familjegrenarna. Paret fick fem döttrar.
Inger til Austrått blev änka 1523 och spelade efter detta en viktig roll i Norges historia. Hon var intresserad av politik och aktiv inom både norsk och svensk politik. År 1526 välkomnade hon den förvisade svensken Peder Sunnanväder till Norge. År 1528 tog hon emot Daljunkern och stödde hans planer på att avsätta Gustav Vasa och erövra Sveriges tron. Hon planerade att göra sin dotter Eline till Sveriges drottning genom äktenskap med Daljunkern. Inger var fiende till den katolske prelaten Olav Engelbrektsson, som även var en rival till hennes svärson Vincents Lunge inom den norska politiken. Ingers dotter Lucie Nilsdatter Gyldelöve fick ett barn med sin före detta svåger Niels Lykke, änkling till hennes syster Eline (död 1532), vilket orsakade stor skandal och slutade med att Lykke 1535 avrättades av Olav Engelbrektsson för incest.
Då reformationen kom till Norge spelade Inger och hennes familj en stor roll för att genomdriva den. Lucie gifte sig senast 1540 med protestanten Jens Tillufssøn Bjelke, som blev Ingers arvinge; hennes överföring av titeln Austrått på honom godkändes av kungen 1552. Inger drunknade tillsammans med sin dotter Lucie då båten de färdades på sjönk under en resa.